# Gran Premi de Gran Bretanya del 2022
El Gran Premi de Gran Bretanya de Fórmula 1, la desena cursa de la temporada 2022, s'ha disputat al Circuit de Silverstone entre els dies 1 i 3 de juliol del 2022.

## Qualificació
La qualificació va ser realitzada el dia 2 de juliol.
| Pos.               | Nº | Pilot            | Equip                 | Part 1   | Part 2   | Part 3   | Graella |
| ------------------ | -- | ---------------- | --------------------- | -------- | -------- | -------- | ------- |
| 1                  | 55 | Carlos Sainz Jr. | Ferrari               | 1:40.190 | 1:41.602 | 1:40.983 | 1       |
| 2                  | 1  | Max Verstappen   | Red Bull-RBPT         | 1:39.129 | 1:40.655 | 1:41.055 | 2       |
| 3                  | 16 | Charles Leclerc  | Ferrari               | 1:39.846 | 1:41.247 | 1:41.298 | 3       |
| 4                  | 11 | Sergio Pérez     | Red Bull-RBPT         | 1:40.521 | 1:42.513 | 1:41.616 | 4       |
| 5                  | 44 | Lewis Hamilton   | Mercedes              | 1:40.428 | 1:41.062 | 1:41.995 | 5       |
| 6                  | 4  | Lando Norris     | McLaren-Mercedes      | 1:41.515 | 1:41.821 | 1:42.084 | 6       |
| 7                  | 14 | Fernando Alonso  | Alpine-Renault        | 1:41.598 | 1:42.209 | 1:42.116 | 7       |
| 8                  | 63 | George Russell   | Mercedes              | 1:40.028 | 1:41.725 | 1:42.161 | 8       |
| 9                  | 24 | Guanyu Zhou      | Alfa Romeo-Ferrari    | 1:40.791 | 1:42.640 | 1:42.719 | 9       |
| 10                 | 6  | Nicholas Latifi  | Williams-Mercedes     | 1:41.998 | 1:43.273 | 2:03.095 | 10      |
| 11                 | 10 | Pierre Gasly     | AlphaTauri-RBPT       | 1:41.680 | 1:43.702 |          | 11      |
| 12                 | 77 | Valtteri Bottas  | Alfa Romeo-Ferrari    | 1:41.396 | 1:44.232 |          | 12      |
| 13                 | 22 | Yuki Tsunoda     | AlphaTauri-RBPT       | 1:41.893 | 1:44.311 |          | 13      |
| 14                 | 3  | Daniel Ricciardo | McLaren-Mercedes      | 1:41.933 | 1:44.355 |          | 14      |
| 15                 | 31 | Esteban Ocon     | Alpine-Renault        | 1:41.730 | 1:45.190 |          | 15      |
| 16                 | 23 | Alexander Albon  | Williams-Mercedes     | 1:42.078 |          |          | 16      |
| 17                 | 20 | Kevin Magnussen  | Haas-Ferrari          | 1:42.159 |          |          | 17      |
| 18                 | 5  | Sebastian Vettel | Aston Martin-Mercedes | 1:42.666 |          |          | 18      |
| 19                 | 47 | Mick Schumacher  | Haas-Ferrari          | 1:42.708 |          |          | 19      |
| 20                 | 18 | Lance Stroll     | Aston Martin-Mercedes | 1:43.430 |          |          | 20      |
| 107%Temps:1:46.068 |    |                  |                       |          |          |          |         |
| Font:              |    |                  |                       |          |          |          |         |

## Cursa

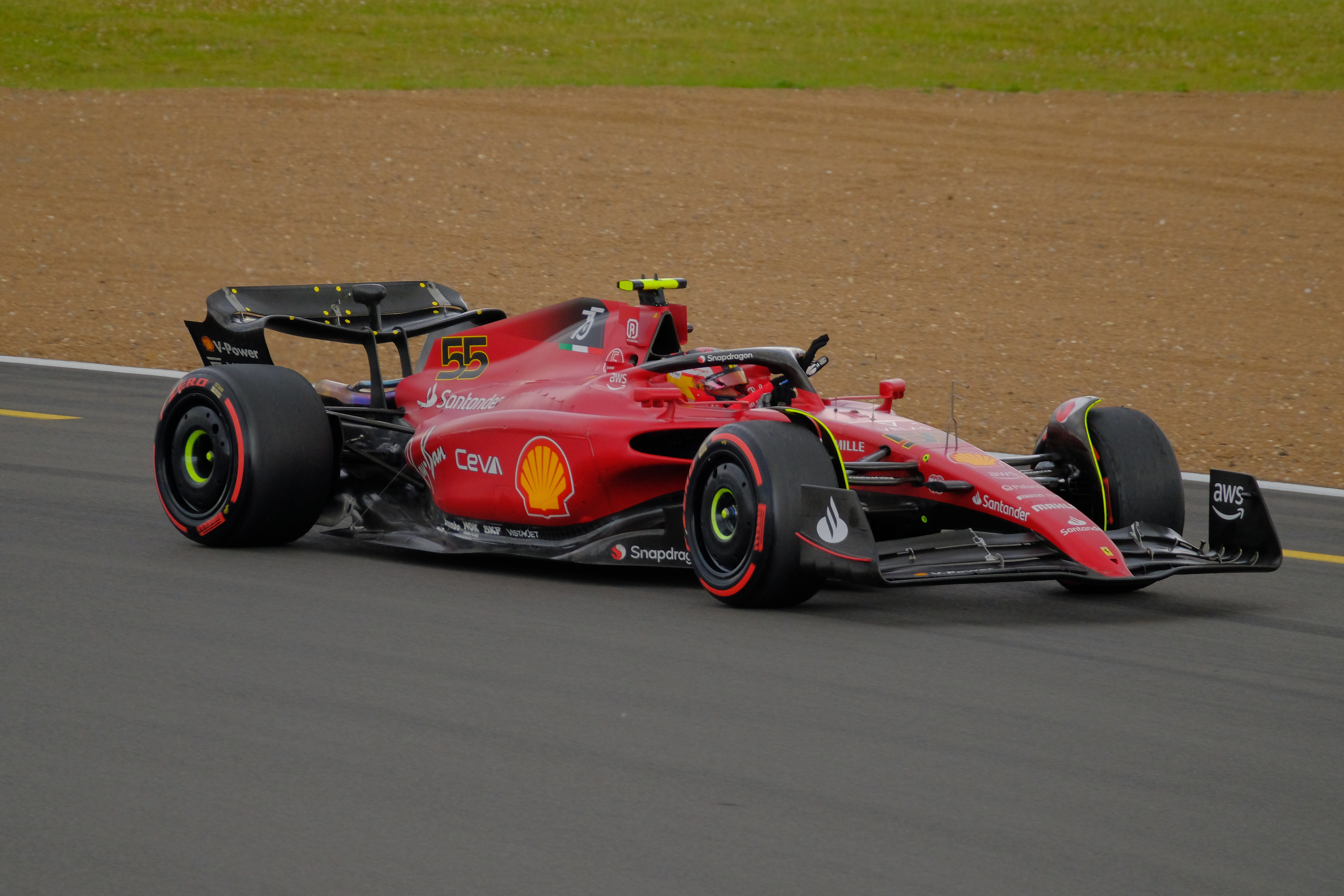
Carlos Sainz Jr. celebra la seva primera victòria a la Fórmula 1, en aquest gran premi.

La cursa es va fer el dia 3 de juliol.
| Pos.                                                                | Nº | Pilot            | Equip                 | Voltes | Temps/Retirada | Graella | Punts |
| ------------------------------------------------------------------- | -- | ---------------- | --------------------- | ------ | -------------- | ------- | ----- |
| 1                                                                   | 55 | Carlos Sainz Jr. | Ferrari               | 52     | 2:17:50.311    | 1       | 25    |
| 2                                                                   | 11 | Sergio Pérez     | Red Bull-RBPT         | 52     | +3.779         | 4       | 18    |
| 3                                                                   | 44 | Lewis Hamilton   | Mercedes              | 52     | +6.225         | 5       | 161   |
| 4                                                                   | 16 | Charles Leclerc  | Ferrari               | 52     | +8.546         | 3       | 12    |
| 5                                                                   | 14 | Fernando Alonso  | Alpine-Renault        | 52     | +9.571         | 7       | 10    |
| 6                                                                   | 4  | Lando Norris     | McLaren-Mercedes      | 52     | +11.943        | 6       | 8     |
| 7                                                                   | 1  | Max Verstappen   | Red Bull-RBPT         | 52     | +18.777        | 2       | 6     |
| 8                                                                   | 47 | Mick Schumacher  | Haas-Ferrari          | 52     | +18.995        | 19      | 4     |
| 9                                                                   | 5  | Sebastian Vettel | Aston Martin-Mercedes | 52     | +22.356        | 18      | 2     |
| 10                                                                  | 20 | Kevin Magnussen  | Haas-Ferrari          | 52     | +24.590        | 17      | 1     |
| 11                                                                  | 18 | Lance Stroll     | Aston Martin-Mercedes | 52     | +26.147        | 20      |       |
| 12                                                                  | 6  | Nicholas Latifi  | Williams-Mercedes     | 52     | +32.511        | 10      |       |
| 13                                                                  | 3  | Daniel Ricciardo | McLaren-Mercedes      | 52     | +32.817        | 14      |       |
| 14                                                                  | 22 | Yuki Tsunoda     | AlphaTauri-RBPT       | 52     | +40.910        | 13      |       |
| 15                                                                  | 31 | Esteban Ocon     | Alpine-Renault        | 38     | Combustible    | 15      |       |
| 16                                                                  | 10 | Pierre Gasly     | AlphaTauri-RBPT       | 27     | Col·lisió      | 11      |       |
| 17                                                                  | 77 | Valtteri Bottas  | Alfa Romeo-Ferrari    | 20     | Cx. de Canvis  | 12      |       |
| Ret                                                                 | 63 | George Russell   | Mercedes              | 0      | Col·lisió      | 8       |       |
| Ret                                                                 | 24 | Guanyu Zhou      | Alfa Romeo-Ferrari    | 0      | Col·lisió      | 9       |       |
| Ret                                                                 | 23 | Alexander Albon  | Williams-Mercedes     | 0      | Col·lisió      | 16      |       |
| Volta ràpida: — Lewis Hamilton (Mercedes) – 1:30.510 (en el lap 52) |    |                  |                       |        |                |         |       |
| Font:                                                               |    |                  |                       |        |                |         |       |

Notes
- ^1  – Inclòs 1 punt extra per la volta ràpida.

## Classificació
| Pos. | Pilot            | Punts | Canvis |
| ---- | ---------------- | ----- | ------ |
| 1    | Max Verstappen   | 181   | =      |
| 2    | Sergio Pérez     | 147   | =      |
| 3    | Charles Leclerc  | 138   | =      |
| 4    | Carlos Sainz Jr. | 127   | 1      |
| 5    | George Russell   | 111   | 1      |

| Pos. | Equip            | Punts | Canvis |
| ---- | ---------------- | ----- | ------ |
| 1    | Red Bull-RBPT    | 328   | =      |
| 2    | Ferrari          | 265   | =      |
| 3    | Mercedes         | 204   | =      |
| 4    | McLaren-Mercedes | 73    | =      |
| 5    | Alpine-Renault   | 67    | =      |